# Canal de Navarrés
Die Comarca Canal de Navarrés ist eine der 16 Comarcas in der Provinz Valencia der Valencianischen Gemeinschaft.
Die im Südwestem gelegene Comarca umfasst 8 Gemeinden auf einer Fläche von 709,29 km².

## Gemeinden
| Gemeinde                  | Einwohner (2024) | Fläche km² | Dichte Einw./km² | Cod INE | Postleitzahl |
| ------------------------- | ---------------- | ---------- | ---------------- | ------- | ------------ |
| Anna                      | 2.595            | 21,45      | 121              | 46039   | 46820        |
| Bicorp                    | 560              | 136,50     | 4                | 46071   | 46825        |
| Bolbaite                  | 1.333            | 40,39      | 33               | 46073   | 46822        |
| Chella                    | 2.439            | 43,49      | 56               | 46107   | 46821        |
| Enguera                   | 4.769            | 241,75     | 20               | 46118   | 46810        |
| Millares                  | 329              | 105,51     | 3                | 46167   | 46198        |
| Navarrés                  | 3.055            | 47,04      | 65               | 46179   | 46823        |
| Quesa                     | 675              | 73,16      | 9                | 46206   | 46824        |
| Comarca Canal de Navarrés | 15.755           | 709,29     | 22               | –       | –            |